# إعلان استقلال أزواد
في 6 أبريل 2012، أعلنت الحركة الوطنية لتحرير أزواد من جانب واحد استقلال أزواد عن جمهورية مالي عقب تمرد سبقته سلسلة من تمردات الطوارق الأخرى. يطلق اليوم على هذه الدولة دولة أزواد المستقلة.

## التاريخ
في 17 يناير 2012، بدأ التمرد في بهجوم في منطقة كيدال، بالقرب من الحدود مع الجزائر بعد عودة عدة 5000 جندي بعد الحرب الأهلية الليبية في عام 2011 وتشكيل الحركة الوطنية لتحرير أزواد. بعد انقلاب مارس، قام المتمردون بمزيد من التقدم للاستيلاء على أكبر ثلاث مدن هي كيدال وغاو وتمبكتو في غضون ثلاثة أيام. وفي هذه النقطة، انضمت فصائل أخرى إلى القتال، بما في ذلك أنصار الدين وحركة التوحيد والجهاد في غرب أفريقيا الإسلاموية. ومع التقارير التي تفيد بأن تنظيم أنصار الدين يسيطر على معظم ما تم الاستيلاء عليه في البداية من قبل أو بمساعدة الحركة الوطنية لتحرير أزواد، فقد فرضت الجماعة أمرها على مساحات شاسعة من المنطقة. اشتكى الطوارق منذ فترة طويلة من التهميش داخل مالي.

## إعلان الاستقلال
6 أبريل 2012، وقع الأمين العام للجبهة الوطنية لتحرير أزواد، بلال أغ الشريف، الإعلان في غاو، مكان أكبر موقع عسكري مالي في الشمال. أعلن ذلك موسى أغا طاهر في فرانس 24.
صدر الإعلان باللغة الفرنسية نيابة عن «صوت الحركة الوطنية لتحرير أزواد» وبالتشاور مع اللجنة التنفيذية والمجلس الثوري والمجلس الاستشاري وقيادة جيش التحرير والمكاتب الإقليمية. واستشهد أيضًا بأنه سبب ارتباط فرنسا من جانب واحد بالمنطقة على مالي مع مناشدة الرئيس الفرنسي شارل ديغول.
واختتمت الوثيقة بإضافة أن الدولة الجديدة التي أعلنتها الحركة الوطنية لتحرير أزواد ستعترف بحدود الدولة الدولية، مع تقسيم الأزواغ التقليديين على عدة دول حديثة؛ بالتوافق التام مع ميثاق الأمم المتحدة؛ والتزام من الحركة الوطنية لتحرير أزواد بتأسيس «الظروف لسلام دائم» وإنشاء مؤسسات الدولة وفقًا لدستور ديمقراطي. دعت الوثيقة اللجنة التنفيذية، التي ستدير البلاد في الفترة الانتقالية، قبل الإشادة «بشكل نهائي» بدولة أزواد المستقلة، دعت المجتمع الدولي إلى الاعتراف فورًا بالدولة الجديدة لصالح «العدالة والسلام».

### ردود الأفعال
في اليوم السابق للإعلان، قالت وزارة الخارجية الجزائرية إن فصيلًا مسلحًا داهم القنصلية الجزائرية في الشمال الشرقي وخطف القنصل وستة موظفين. ومع أن الطاهر وصف الحادث بأنه «مؤسف»، إلا أنه قال إن الحركة الوطنية لتحرير أزواد واصلت العمل حتى لا يؤدي إلى سقوط قتلى. نقلت وكالة فرانس برس أيضًا عن مصدر عسكري مالي قوله إنه وفقًا لأفضل استخبارات الجيش المالي، فإن «الحركة الوطنية لتحرير أزواد ليست مسؤولة عن أي شيء في الوقت الحالي... إن إياد أغ غالي هو الأقوى وهو مع تنظيم القاعدة في بلاد المغرب الإسلامي». قالت حركة أنصار الدين إنها «ضد التمردات. وضد الاستقلال. وضد الثورات التي ليست باسم الإسلام». قيل إن بعض قادة الحركة فوجئوا بالإعلان. وقالت حما أغ سيد أحمد، المقيم في أوروبا، وهو أحد المتحدثين باسم الحركة الوطنية لتحرير أزواد ورئيس العلاقات الخارجية: «أعتقد أنه من السابق لأوانه التحدث عن هذا الآن، دون استشارة وتفاهم مع بعض الجهات الفاعلة التي تكون نشطة للغاية على المستوى المحلي، والتي نحتاج إلى العمل معها، ونحن بحاجة إلى إيجاد أهداف مشتركة واستراتيجيات مشتركة».
الهيئات فوق الوطنية
- الاتحاد الأفريقي: رفض الاتحاد الإفريقي UDI باعتباره «لاغيًا ولا قيمة له على الإطلاق» وناشد بقية العالم تجاهله.[9] أصدر مكتب رئيس مفوضية الاتحاد الأفريقي جان بينغ بيانًا جاء فيه «يدعو المجتمع الدولي ككل إلى دعم هذا الموقف المبدئي لأفريقيا بشكل كامل».[2]
- المجموعة الاقتصادية لدول غرب أفريقيا: أعلنت المجموعة الاقتصادية لدول غرب أفريقيا أنها «ستتخذ جميع التدابير اللازمة، بما في ذلك استخدام القوة، لضمان السلامة الإقليمية» لمالي.[10] أعلنت المجموعة الاقتصادية لدول غرب أفريقيا عن استعداداتها لقوة تدخل من 3000 فرد لاحتواء المتمردين وحماية دستور مالي.[11]
- الاتحاد الأوروبي: قالت المتحدثة باسم ممثل الشؤون الخارجية، كاترين أشتون، إن الاتحاد الأوروبي يحترم وحدة أراضي مالي.[12] ريتشارد زينك، ممثل الاتحاد الأوروبي في باماكو، إن قبول الاتحاد الأوروبي للإعلان «أمر غير وارد».[13]

الدول
- الجزائر: قال رئيس الوزراء أحمد أويحيى أن الدولة المجاورة لشمال أزواد لن تقبل أبدًا «التشكيك في وحدة أراضي مالي». كما رفض أيضًا التدخل الأجنبي ودعا إلى حل من خلال الحوار.[14]
- كندا: صرح كريس داي، أحد مساعدي وزير الخارجية جون بيرد حول موقف كندا من استقلال أزواد: «نحن لا نعترف بهذا الإعلان على الإطلاق. إننا نراقب الأحداث على الأرض عن كثب.»[15]
- فرنسا: رد وزير الدفاع جيرار لونج بقوله: «إعلان الاستقلال أحادي الجانب والذي لا تعترف به الدول الأفريقية لن يكون له أي معنى بالنسبة لنا.»[2] وقال المتحدث باسم وزارة الخارجية برنار فاليرو ان الإعلان «باطل ولاغ». كما أكد التزام فرنسا بـ«وحدة أراضي مالي».[12] من ناحية أخرى، اعترف فاليرو بأن «مطالب سكان الطوارق الشماليين قديمة ولم تتلق ردودًا كافية وضرورية لفترة طويلة». لكن فرنسا أشارت أيضا إلى أنها ستقدم مساعدة عسكرية لقوة المجموعة الاقتصادية لدول غرب أفريقيا بهدف تحقيق الاستقرار في مالي واحتواء المتمردين.[11]
- روسيا: في بيان صدر في اليوم نفسه للإعلان، رفض المبعوث الرئاسي الخاص لأفريقيا ميخائيل مارغيلوف تشكيل الدولة: «عمليًا لا توجد فرص، وهذا بلا شك، لإضفاء الشرعية على دولة الطوارق.» وقال أيضًا: «[دول الساحل، والمجموعة الاقتصادية لدول غرب أفريقيا، والاتحاد الأفريقي] ليست بحاجة إليها. نحن ندافع بشكل قاطع عن السلامة الإقليمية واستعادة النظام الدستوري في مالي.»[16]
- الولايات المتحدة: قال المتحدث باسم وزارة الخارجية الأمريكية باتريك فينتريل: «نحن نرفض بيان استقلال الحركة الوطنية لتحرير أزواد ونكرر دعوتنا لوحدة أراضي مالي.»[10] كما أعربت وزارة الخارجية في وقت لاحق عن قلقها من أن الانفصال «سيؤدي فقط إلى تفاقم المشاكل الخطيرة التي تتحدى الدولة المالية».[17]

أكاديميًا

قالت أليساندرا جيوفريدا من قسم الدراسات الأفريقية بكلية الدراسات الشرقية والأفريقية: 
 تستغل [الحركة الوطنية لتحرير أزواد] الوضع الجديد الذي لا توجد به حكومة دستورية وفراغ في السلطة في باماكو بعد الانقلاب. هذه حقيقة جديدة لم تحدث من قبل في تاريخ الطوارق في مالي. ووفقًا لخبراء القانون الدولي، فإن هذا يمنح الطوارق بالفعل بعض الأرض للقتال بشكل قانوني من أجل استقلال دولتهم. [تعكس ردود الفعل الدولية أن] هناك مصالح اقتصادية في الحفاظ على الوضع الراهن في شمال البلاد بعد اكتشاف الموارد المعدنية.[بحاجة لمصدر]

## روابط خارجية
- النص الأصلي الكامل للإعلان (بالفرنسية)